# ريتشارد إف. ستابلتون
ريتشارد إف. ستابلتون هو سياسي أمريكي، (و. 1831  م). نشط حزبياً في الحزب الديمقراطي. وقد انتخب عضو جمعية ولاية ويسكونسن ‏.